# 桑顿海岸风力发电场

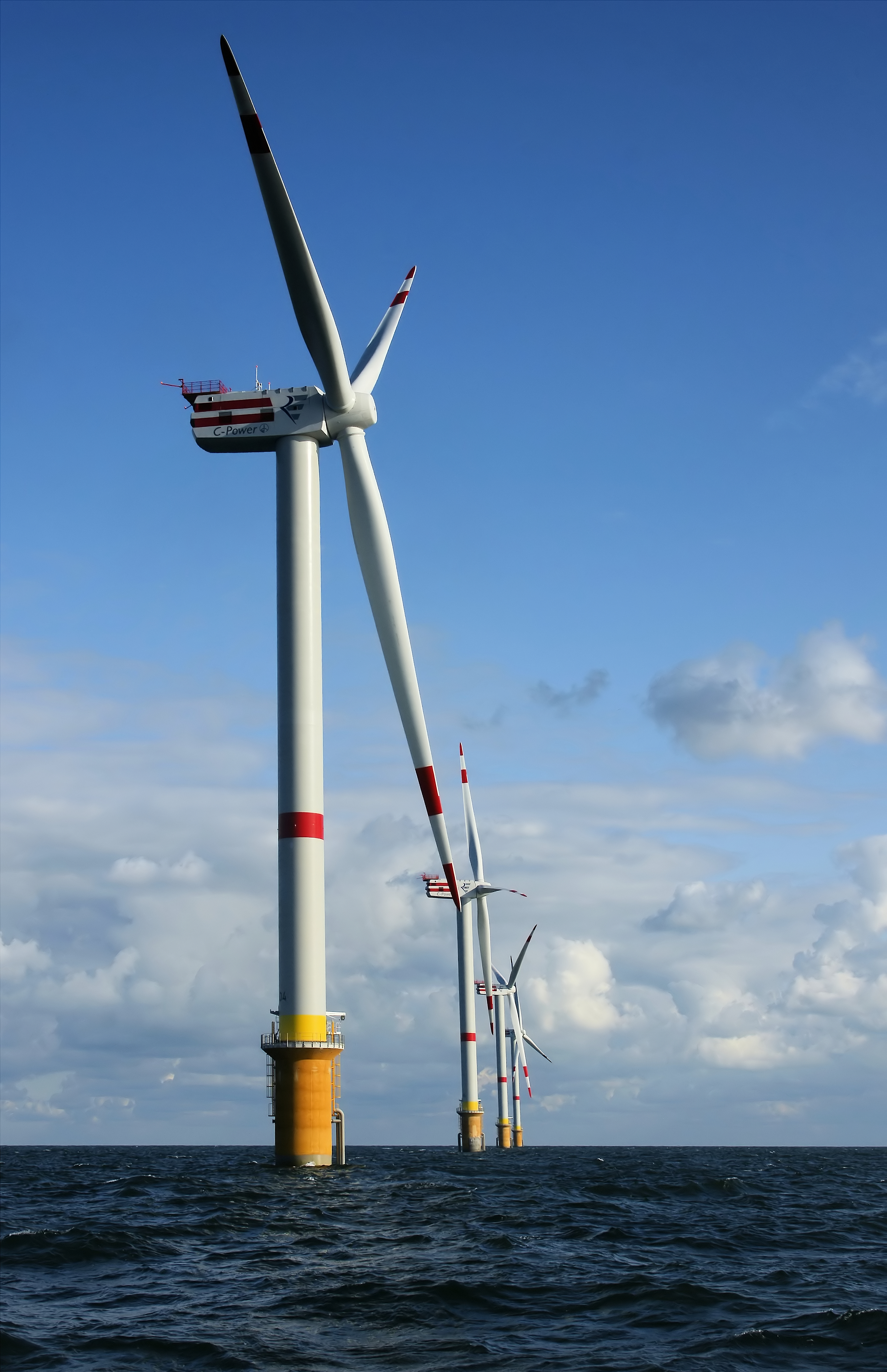
D4至D1风力涡轮发电机（由近及远）

Thorntonbank风力发电厂是一个位于比利时的海上风力发电厂，水深12到27米。2009年初开始发电，一期装机容量为30兆瓦，总投资为1.53亿欧元。到2015年，其总装机容量预计能达到300兆瓦。

## 图片

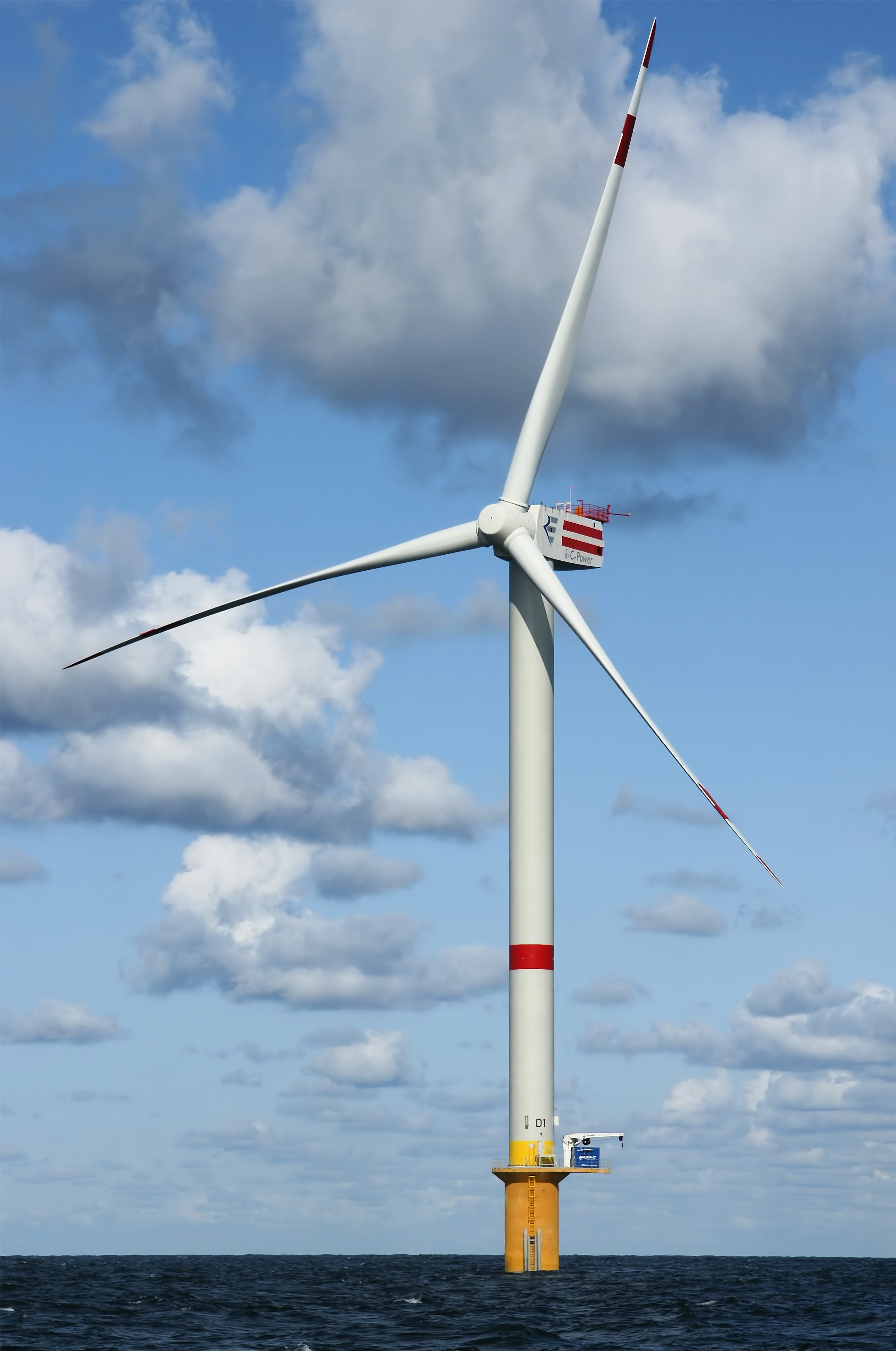
D1风力发电机
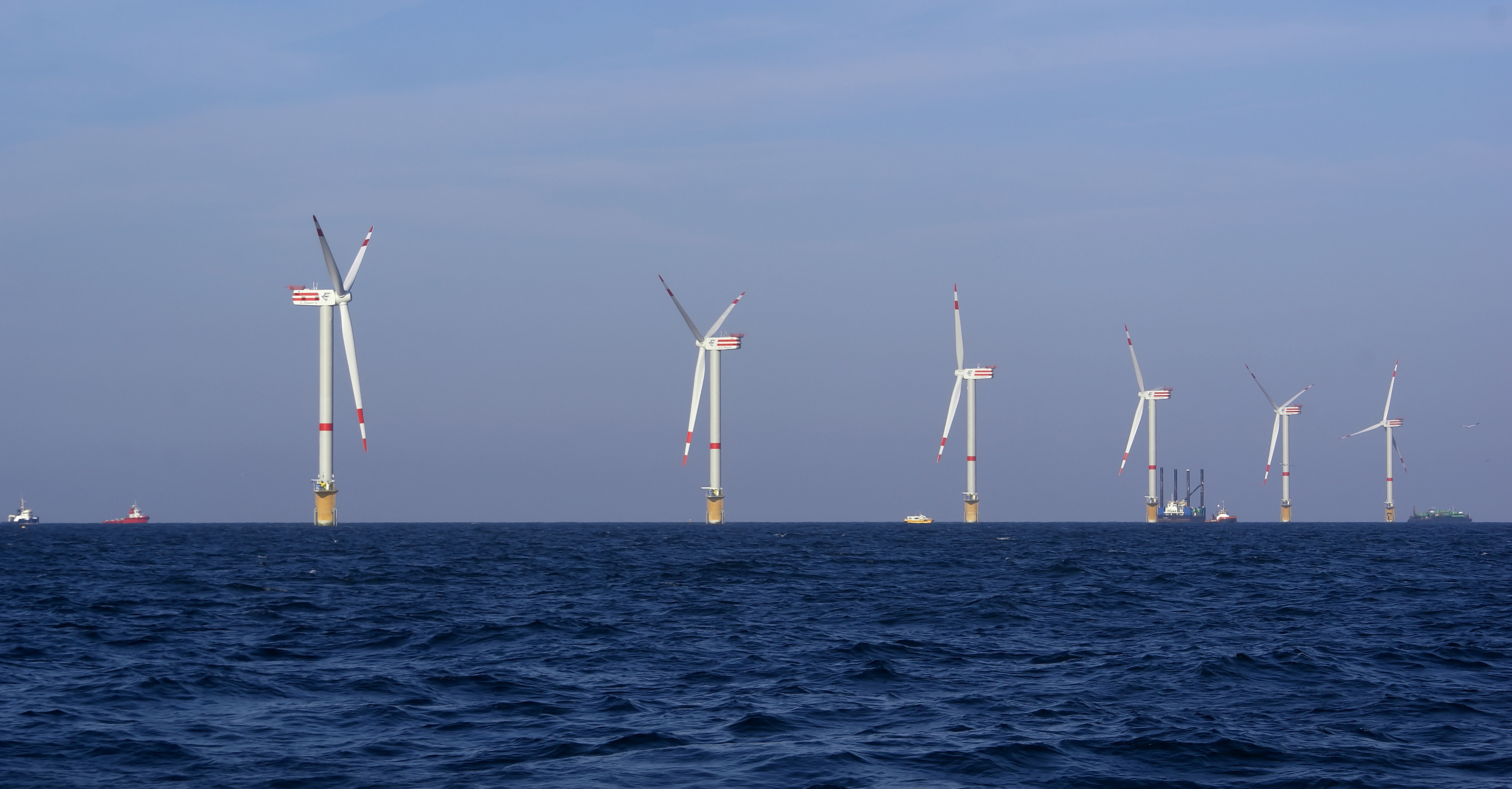
D1至D6风力发电机
D1至D6风力发电机
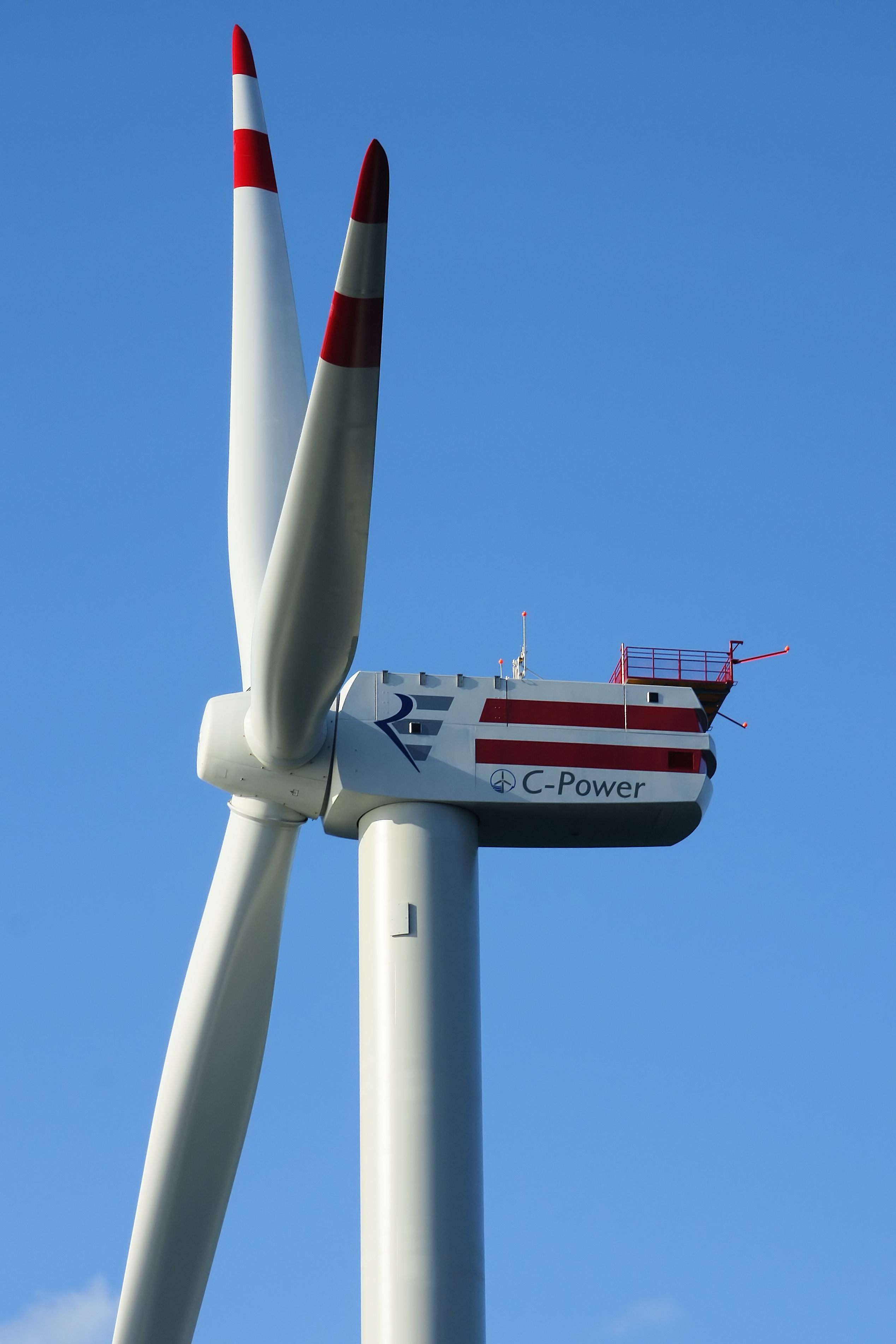
风力发电机特写
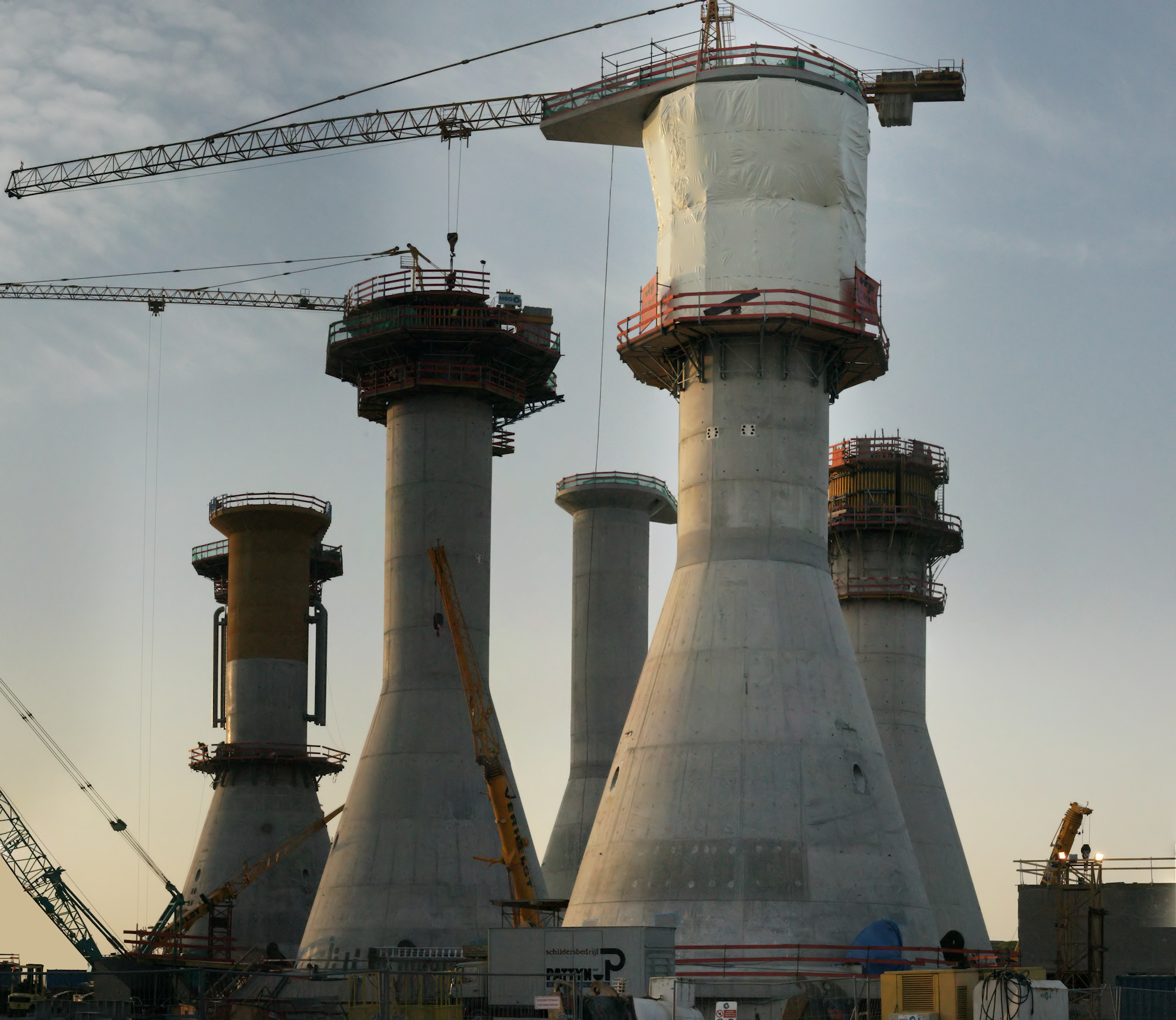
在建中的风力发电机
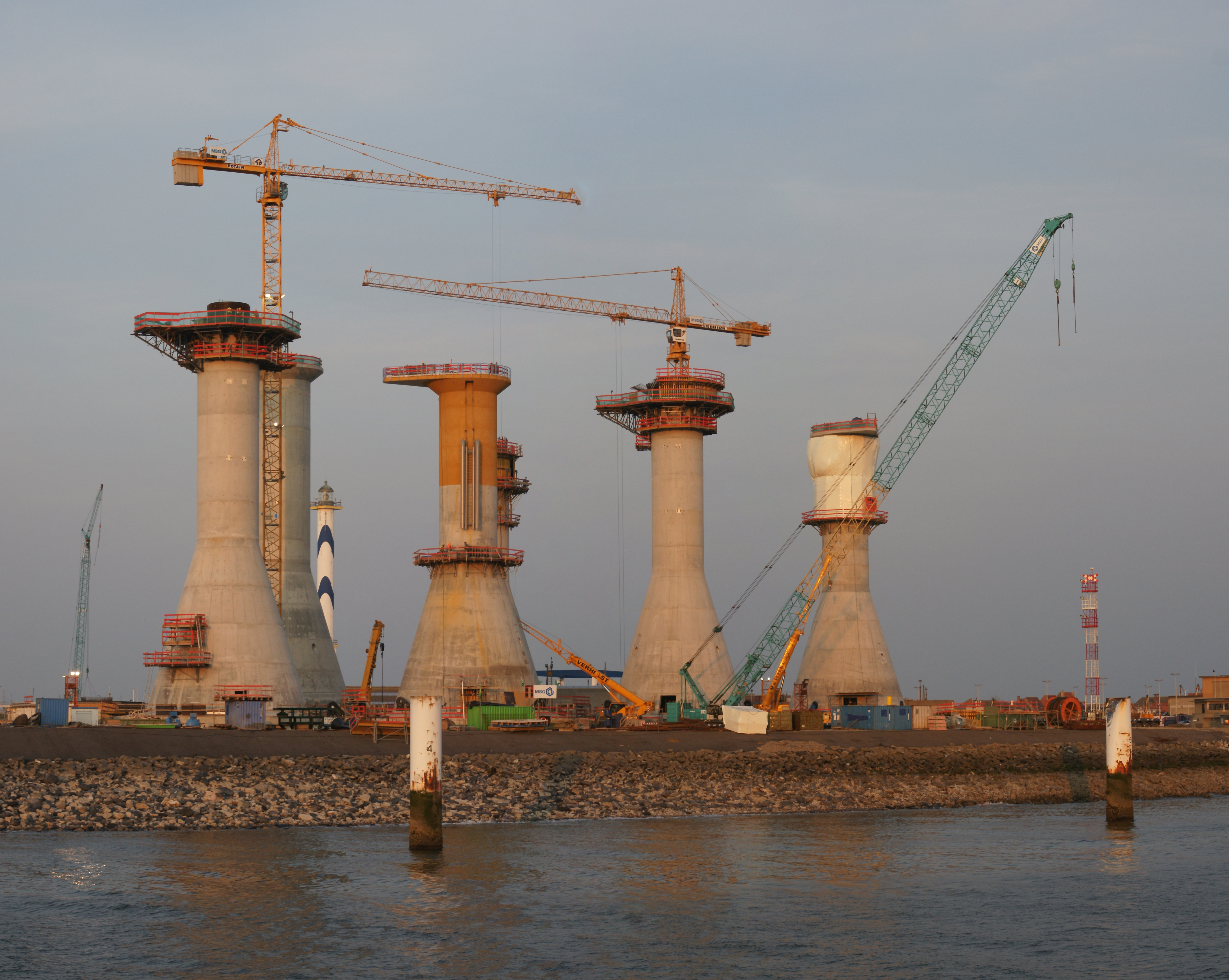
在建中的风力发电机
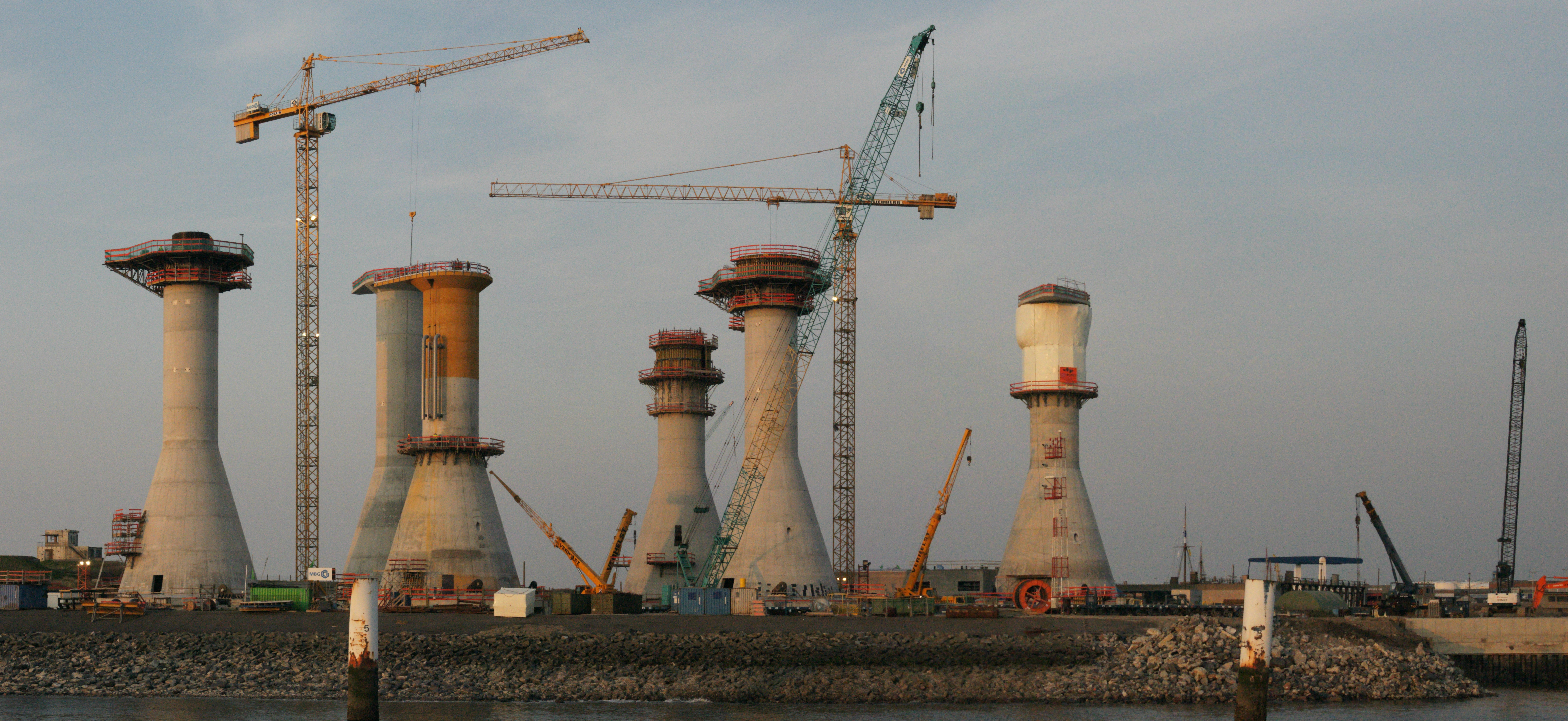
在建中的风力发电机
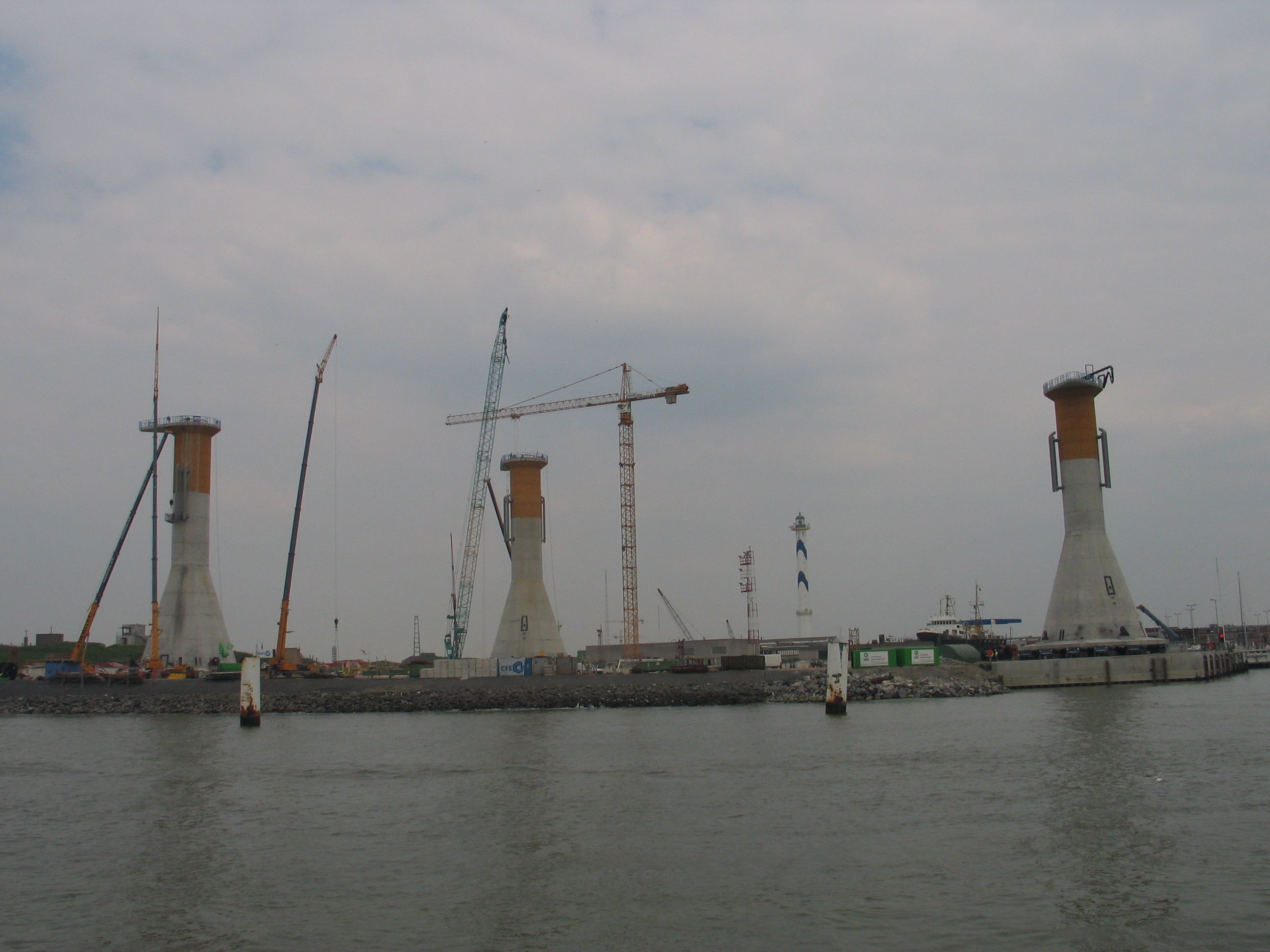
在建中的风力发电机
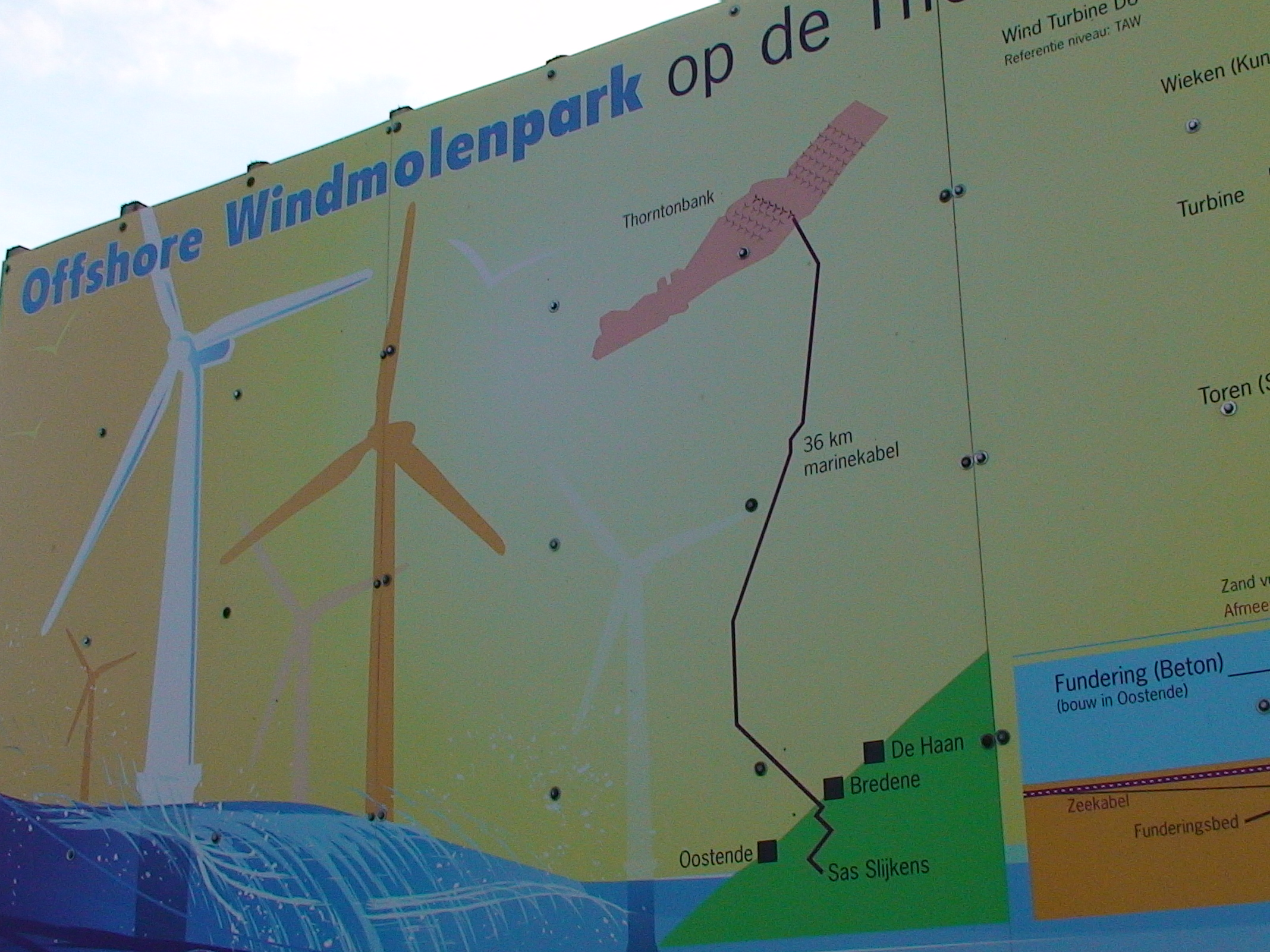
比利时奥斯滕德介绍该发电厂的标牌
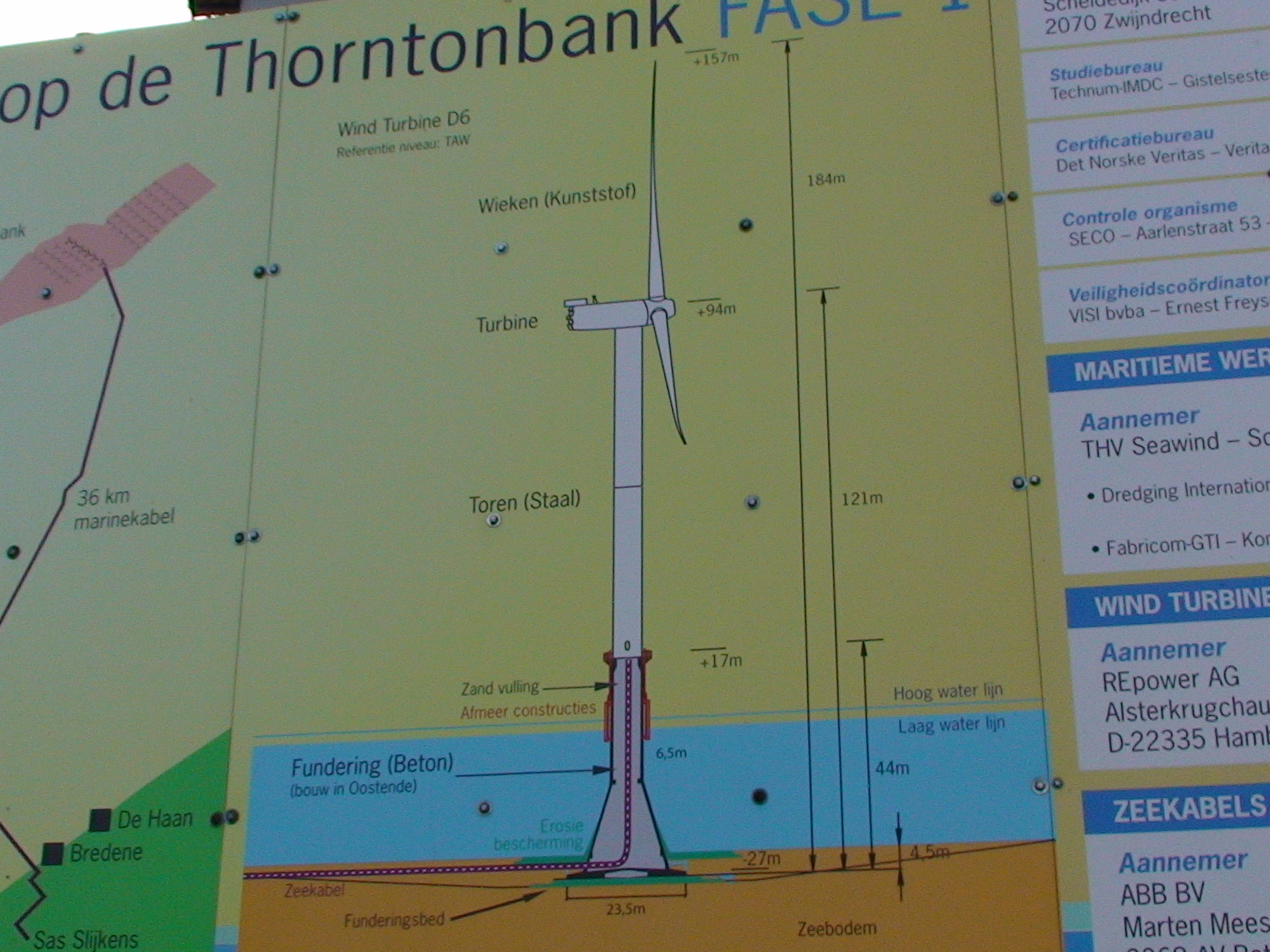
更多的标牌